# William Dutoit
William Dutoit (18 september 1988) is een Frans voetballer die dienst doet als doelman. Hij verruilde in 2014 Boussu Dour Borinage voor Sint-Truidense VV. Dutoit kreeg bij Sint-Truidense VV de kans om zich te bewijzen na een blessure van Davy Schollen die later besliste om als mentor aan de carrière van Dutoit bij STVV te werken. Dutoit keepte een heel seizoen op zeer sterk niveau en werd midden April kampioen met Sint-Truidense VV. In de laatste wedstrijd, de zogenaamde kampioenenwedstrijd tegen Lommel United kreeg Dutoit erkenning voor zijn sterk seizoen en werd hij door de supporters uitgeroepen tot speler van het jaar.

## Carrière
Dutoit begon zijn carrière bij ASM Belfort maar na een jaar niet te spelen vertrok hij naar Vesoul FC. Ook hier speelde hij in dat jaar niet, waarop hij besloot naar België te gaan. Hier tekende hij een contract bij Boussu Dour Borinage. Hier groeide hij uit tot een van de sterkhouders.
Op 24 juni 2014 raakte bekend dat Dutoit een contract voor vier jaar had getekend bij Sint-Truidense VV, welke in 2015 werd aangepast met verbeterde financiële voorwaarden.
Op 7 november 2015 scoorde Dutoit in het duel tegen KSC Lokeren. Bij een hoekschop kwam hij mee naar voren en scoorde zo de gelijkmaker.
Op 29 december 2016 tekende Dutoit een contract voor 4 jaar bij KVO. De doelman komt gratis over van STVV.
1 Verwaal ·
2 El Banouhi ·
3 Boone ·
4 De Greef ·
5 Bizimana ·
6 Lecomte ·
7 Staelens ·
8 Tarfi ·
9 Mertens ·
10 Hendrickx ·
11 Challouk ·
12 Van Walle ·
13 Prychynenko  ·
14 Dansoko ·
15 De Looze ·
16 Janssens ·
17 Vansteenkiste ·
20 Schamp ·
22 Blondelle ·
23 Vandenberghe ·
25 Tossavi ·
27 Geeraerts ·
28 Dutoit ·
34 Abrahams ·
59 Fuakala ·
99 De Belder ·
Coach: De Decker
· Assistent-coach: Monteyne
· Assistent-coach: Le Postollec